# Annie Palmen
Anna Maria Palmen, mieux connue sous le nom Annie Palmen, née le 19 août 1926 à IJmuiden et morte le 15 janvier 2000 à Beverwijk, est une chanteuse néerlandaise.
Elle est entre autres connue pour avoir représenté les Pays-Bas au Concours Eurovision de la chanson 1963 à Londres, avec la chanson Een speeldoos.